# Cucullú
Cucullú es una localidad del partido de San Andrés de Giles, en la provincia de Buenos Aires, Argentina.

## Población
Cuenta con 551 habitantes (Indec, 2010), lo que representa un incremento del 26% frente a los 435 habitantes (Indec, 2001) del censo anterior.
| Gráfica de evolución demográfica de Cucullú entre 1991 y 2010 |
|                                                               |
| Fuente: Censos nacionales del INDEC                           |

## Historia
La estación Cucullú del Tranway Rural de Federico Lacroze nació el 24 de mayo de 1889, en tierras donadas por don Juan Simón de Cucullú, comerciante de origen vasco que por entonces era dueño de esas tierras. El pueblo fue surgiendo con posterioridad. La protocolización de la donación se realizó en 1898 ante el escribano Cornelio Games.